# Guamkråka
Guamkråka (Corvus kubaryi) är en akut utrotningshotad fågel i familjen kråkfåglar som förekommer i ögruppen Marianerna i västra Stilla havet.

## Utseende och läten
Guamkråkan är en medelstor (38 cm), helsvart och något glansig kråka. Inga andra kråkfåglar finns i dess utbredningsområde. Lätet beskrivs i engelsk litteratur som ett skriande "kaaa-ah".

## Utbredning och systematik
Fågeln återfinns i ögruppen Marianerna, idag endast på ön Rota. Den förekom tidigare på Guam där den var vanlig, men har minskat stadigt sedan 1960-talet till endast sju individer 1999. Efter att populationen förstärktes av fåglar från Rota ökade antalet till 21 2001, men minskade igen, ner till två fåglar 2008. Nu betraktas den som utdöd där. Populationen på Rota troddes 1982 vara stabil med över 1300 individer. Därefter och fram till 2012 har den dock minskat med hela 95%. Vid den senaste inventeringen 2015–2016 noterades endast 50 häckande par. Internationella naturvårdsunionen IUCN kategoriserar därför arten som akut hotad.
Guamkråkans utdöende på Guam är huvudsakligen orsakad av predation från den införda ormarten Boiga irregularis. Den har ännu inte nått Rota, varför predation från katt men även förstörelse av dess levnadsmiljö och i viss mån jakt och förföljelse tros ligga bakom att arten minskat mycket kraftigt där.

## Levnadssätt
Guamkråkan verkar föredra ursprungliga karstskogar, där den huvudsakligen hittas i trädtaket och på medelhög nivå på jakt efter frön, frukt, ödlor och ryggradslösa djur. Tidigare hittades den även i kustnära strandvegetation.

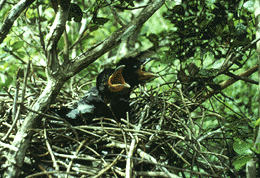
Bo med ungar.

## Namn
Fågelns vetenskapliga artnamn hedrar Jan Stanislaus Kubary (1846-1896), en polsk plantageägare på Pohnpei och samlare av specimen i Mikronesien. Fågeln har på svenska även kallats marianerkråka.